# فرانك هاستينغز هاميلتون
فرانك هاستينغز هاميلتون (بالإنجليزية: Frank Hastings Hamilton)‏ هو طبيب عسكري وجراح أمريكي، ولد في 13 سبتمبر 1813، وتوفي في 11 أغسطس 1886.